# نوران التركي
نوران التركي (من مواليد 7 نوفمبر 1991، الإسكندرية).

## مسيرتها الرياضية
نوران التركي، لاعبة إسكواش مصرية محترفة تلعب في المنتخب المصري. وصلت إلى أعلى تصنيف عالمي لها عندما حلت في المرتبة رقم 41 في يناير 2015. شقيقتها الكبرى هبة التركي، لاعبة الاسكواش المحترفة أيضاً.

## البطولات
- بطولة الصين المفتوحة للاسكواش: 2008

## وصلات خارجية
- نوران التركي على موقع الاتحاد الدولي لمحترفي الاسكواش (مؤرشف) (الإنجليزية)
- نوران التركي على موقع SquashInfo.com (الإنجليزية)

- نوران التركي profile on the WISPA